# Bonifacio Byrne
Bonifacio Byrne (Matanzas, 3 de marzo de 1861-Matanzas, 5 de julio de 1936) fue un poeta cubano. Después de un período juvenil de iniciación en la poesía modernista, se convirtió, a partir de 1896, en el intérprete de los entusiasmos y agonías de su pueblo en la lucha por su independencia de la Corona española.

## Biografía
Nació en 1861 en Pueblo Nuevo, en Matanzas. Realizó sus estudios en Matanzas. Desde la adolescencia tuvo inclinación por la literatura. En 1890 fundó los periódicos La Mañana y La Juventud Liberal. Publicó su primer libro de versos en 1893.
Pocos años más tarde, en 1896, tuvo que emigrar a los Estados Unidos al publicar sus sonetos en ocasión del fusilamiento de Domingo Mejía. En el exilio se dedicó a labores separatistas y fundó en Tampa, el Club Revolucionario, del cual fue secretario. Durante su estancia en esa ciudad floridana trabajó como lector de tabaquerías y colaboró en Patria, El Porvenir y en El Expedicionario.
Regresó a Cuba en 1899. Durante el período republicano fue secretario del Gobierno Provincial de Matanzas y de la Superintendencia Provincial de Escuelas. En 1909 fundó el periódico El Yucayo. Colaboró en La Primavera, El Ateneo, Diario de Matanzas, El Fígaro y en La Discusión. Fue declarado Hijo Eminente de Matanzas en 1915. Ese mismo año se trasladó a Nueva York para reponer su quebrantada salud. Obtuvo galardones poéticos en los Juegos Florales de Sancti Spíritus (1916) y Matanzas (1934). Fue miembro fundador del Grupo Índice (1935). Era socio correspondiente de la Academia Nacional de Artes y Letras. Fue enterrado en la Necrópolis de San Carlos Borromeo de Matanzas en 1936.
Un gran número de sus composiciones poéticas quedaron sin ser publicadas o agrupadas en una bien merecida antología. Raimundo Lazo lo llama «el último poeta patriótico de los tiempos coloniales».

## Obra
Desde la publicación en 1897 en la ciudad estadounidense de Filadelfia del poemario Efigies, conformado por sonetos patrióticos, a este autor se le considera, por la gran aceptación de esa obra, como uno de los poetas de la guerra Cubano-Española.
Quizás su poesía más conocida, es la que incluimos aquí. Fue compuesta por el autor al regresar a Cuba después de terminada la Guerra Hispano-Americana, y en ella expresa su angustia frente a la incertidumbre del futuro nacional amenazado por una bandera extranjera (Estados Unidos), que él pudo ver desde el barco en que entraba en la bahía de La Habana, izada en la fortaleza del Morro junto a la bandera cubana.
Mi Bandera
Al volver de distante ribera,
con el alma enlutada y sombría,
afanoso busqué mi bandera
¡y otra he visto además de la mía!
¿Dónde está mi bandera cubana,
la bandera más bella que existe?
¡Desde el buque la vi esta mañana,
y no he visto una cosa más triste... !
Con la fe de las almas austeras,
hoy sostengo con honda energía,
que no deben flotar dos banderas
donde basta con una: ¡la mía!
En los campos que hoy son un osario
vio a los bravos batiéndose juntos,
y ella ha sido el honroso sudario
de los pobres guerreros difuntos.
Orgullosa lució en la pelea,
sin pueril y romántico alarde;
¡al cubano que en ella no crea
se le debe azotar por cobarde!
En el fondo de obscuras prisiones
no escuchó ni la queja más leve,

y sus huellas en otras regiones
son letreros de luz en la nieve... 
¿No la veis? Mi bandera es aquella
que no ha sido jamás mercenaria,
y en la cual resplandece una estrella,
con más luz cuanto más solitaria.
Del destierro en el alma la traje
entre tantos recuerdos dispersos,
y he sabido rendirle homenaje
al hacerla flotar en mis versos.
Aunque lánguida y triste tremola,
mi ambición es que el Sol, con su lumbre,
la ilumine a ella sola, ¡a ella sola!
en el llano, en el mar y en la cumbre.
Si deshecha en menudos pedazos
llega a ser mi bandera algún día...
¡nuestros muertos alzando los brazos
la sabrán defender todavía!...

## Algunas obras publicadas
- 1905: Varón en la puerta
- 1908: El legado
- 1915: El anónimo